# Ritratto di Maria Luisa di Parma
Il Ritratto di Maria Luisa di Parma è un dipinto olio su tela di Francisco Goya, realizzato alla fine del XVIII secolo e conservato all'interno del Museo nazionale di Capodimonte, a Napoli.

## Storia e descrizione
L'opera è stata realizzata alla fine del XVIII secolo al fine di ritrarre la regina Maria Luisa di Borbone-Parma: a questa è affiancato un dipinto del marito; i due ritratti arrivano a Napoli per volere della figlia dei sovrani, Maria Isabella di Borbone-Spagna, e conservate all'interno della quadreria privata della reggia di Capodimonte, dove sono ancora esposte, all'interno della sala 33, in quella che poi è divenuta la sezione dell'Appartamento Reale del Museo di Capodimonte. La tela, ritenuta per diverso tempo una copia autografa del Goya realizzata da Agustín Esteve, è stato poi definitivamente attribuita al pittore spagnolo, il quale realizzò, in quanto artista di corte, numerose opere ritraenti la famiglia reale, esposte in larga parte al Museo del Prado di Madrid.
Nella tela, il pittore è alla costante ricerca di ritrarre una somiglianza sia fisica che caratteriale: il risultato tuttavia è impietoso. La regina è ritratta sotto una luce quasi spettrale, tant'è che sembra emergere dal fondo buio: il suo viso è arcigno, lasciando trasparire quel suo atteggiamento dissoluto che spesso ha portato a contrasti con i suoi sudditi, con un finto sorriso, simbolo di una dinastia ormai in decadenza; le mani sono poggiate sul ventre e reggono un ventaglio chiuso, mentre le vesti sono eleganti e velate, in netto contrasto con il resto del dipinto.